# Palácio das Laranjeiras (Lisboa)
O Palácio das Laranjeiras, ou Palácio dos Condes do Farrobo, é um edifício histórico localizado na freguesia de São Domingos de Benfica, em Lisboa.
O Palácio das Laranjeiras, que faz parte de um conjunto arquitetónico classificado designado por "Palácio e Jardins do Conde do Farrobo (conjunto intramuros), no qual se encontra instalado o Jardim Zoológico", está classificado como Imóvel de Interesse Público desde 1974. Trata-se de um dos conjuntos habitacionais nobres mais notáveis em Portugal, com características neoclássicas profundamente reformadas e ampliadas durante o Romantismo inicial, reforma essa que passou pela construção de estruturas no jardim e pela edificação de um teatro privado.